# Klaus Johannis

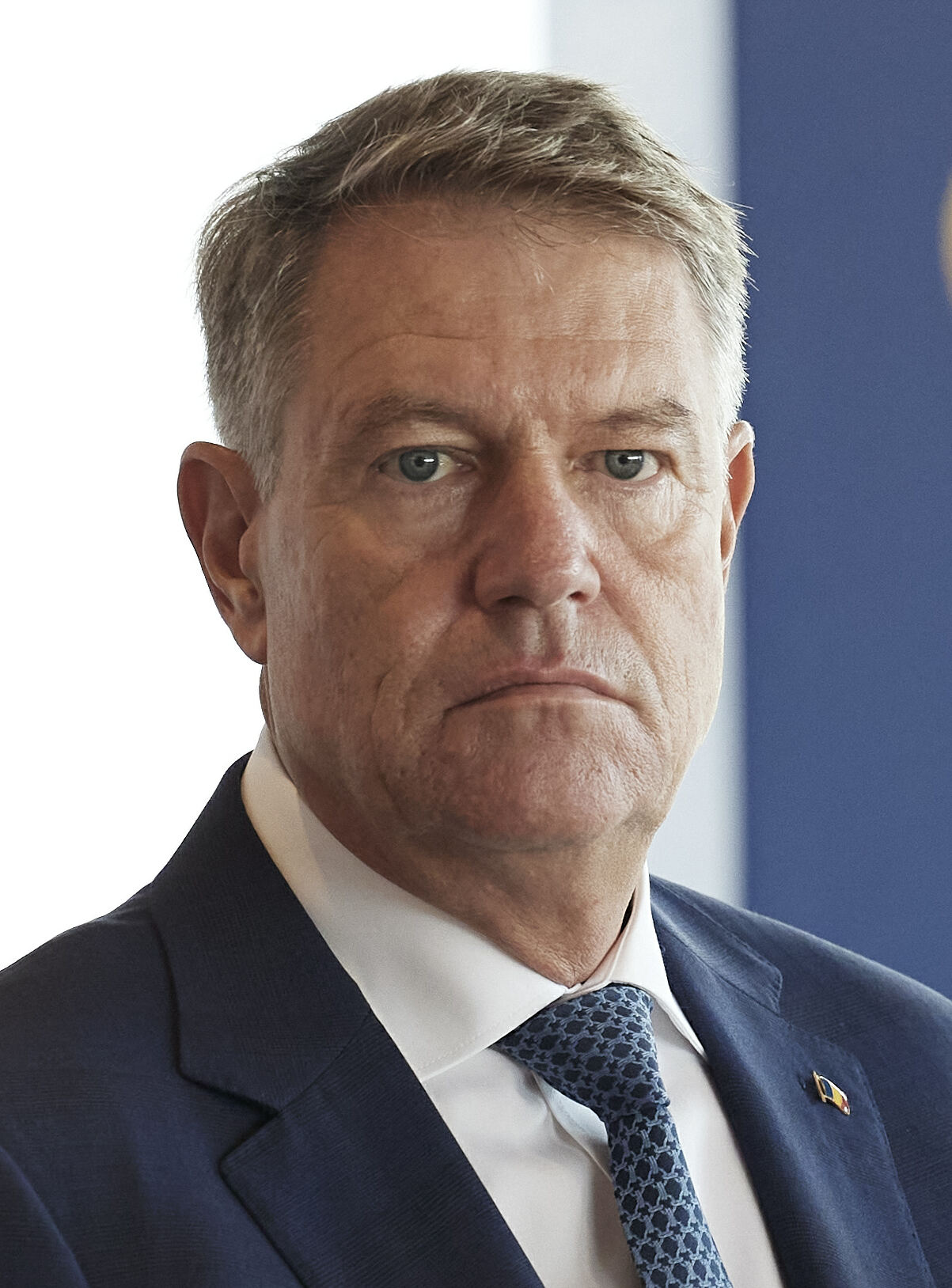
Klaus Johannis (2022)

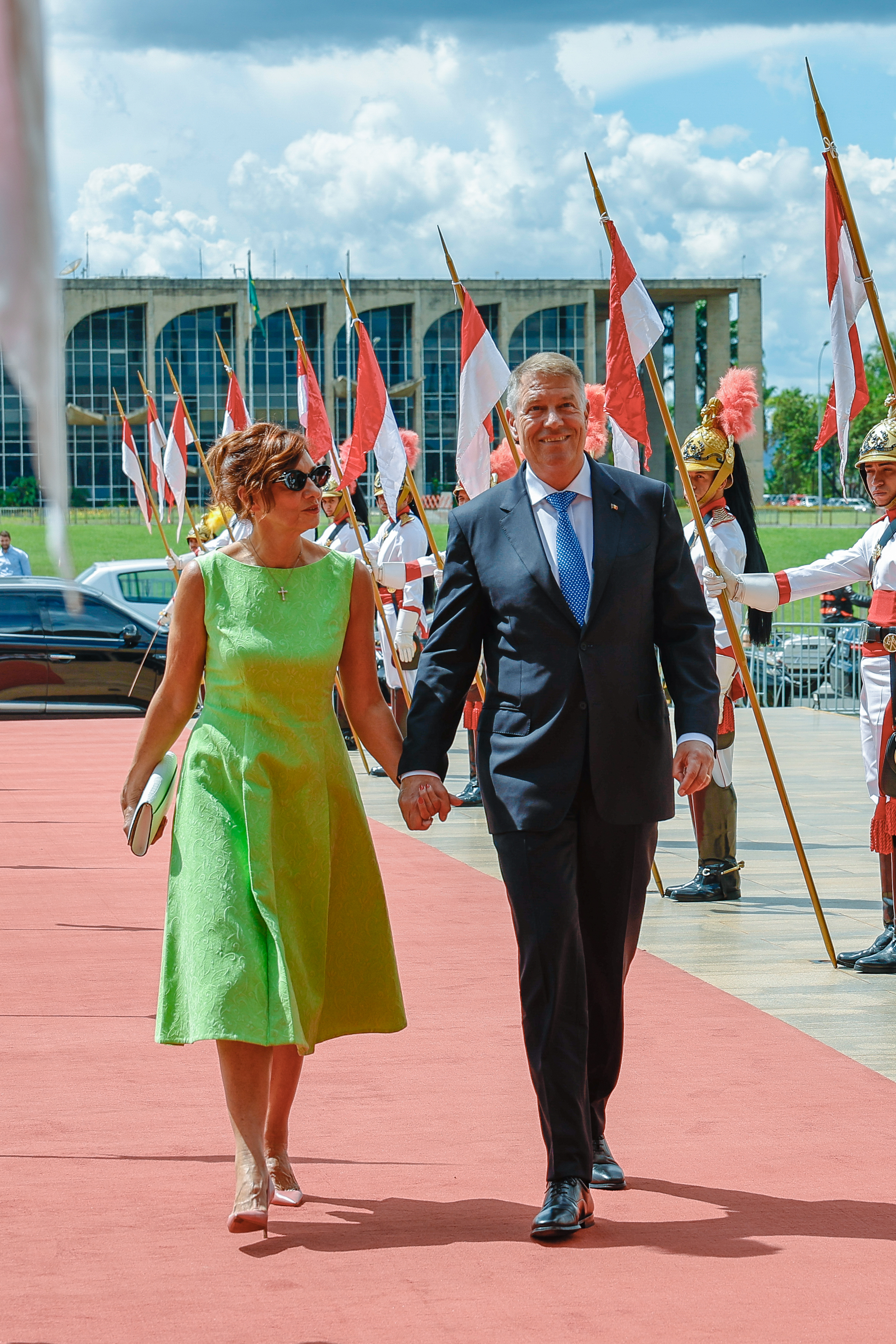
Klaus Johannis mit Ehefrau Carmen Johannis (2023)

Klaus Werner Johannis (rumänisch Iohannis) (* 13. Juni 1959 in Hermannstadt, Sozialistische Republik Rumänien) ist ein rumänischer Politiker. Er war von Dezember 2014 bis Februar 2025 Präsident Rumäniens. Johannis, der der rumäniendeutschen Volksgruppe der Siebenbürger Sachsen angehört, war ab dem Jahr 2000 Bürgermeister von Hermannstadt. Im Juni 2014 wurde er Vorsitzender der Nationalliberalen Partei (PNL) und gewann die Präsidentschaftswahl 2014. Bei der Präsidentschaftswahl 2019 wurde er erneut in das Amt gewählt. Er war der bisher einzige rumänische Präsident, der einer nationalen Minderheit des Landes angehört, und somit der bisher einzige Präsident aus der deutschen Minderheit.

## Leben und Familie
Johannis wuchs im „kleinbürgerlichen Milieu“ seiner siebenbürgisch-sächsischen Familie auf. Sein Vater Gustav Heinz war Techniker und seine Mutter Susanne Krankenschwester. Laut Johannis belegen Aufzeichnungen aus der Zeit um 1500 in Heltau, dass die Familie vor 850 Jahren in Siebenbürgen im Gebiet um Hermannstadt einwanderte. Er bezeichnet sich selbst als „ethnischen Deutschen und rumänischen Staatsbürger“.
Er studierte von 1979 bis 1983 an der Fakultät für Physik der Babeș-Bolyai-Universität in Cluj-Napoca. Nach dem Studium unterrichtete er von 1983 bis 1989 an verschiedenen Schulen in Hermannstadt, danach bis 1997 am dortigen Brukenthal-Lyzeum. Nach der rumänischen Revolution von 1989 trat Johannis 1990 in das neugegründete Demokratische Forum der Deutschen in Rumänien (DFDR) ein, die politische Vertretung der deutschsprachigen Minderheit. Er war 1997 stellvertretender und ab 1999 leitender Generalschulinspektor des Kreises Sibiu und ließ das Amt anlässlich seines Eintritts in die Politik 2000 ruhen.
Er ist seit 1989 mit Carmen Johannis verheiratet, die Englisch am Nationalkollegium „Gheorghe Lazăr“ in Hermannstadt unterrichtet. Das Ehepaar hat keine Kinder. Nach der rumänischen Revolution 1989 wanderten seine Eltern und seine Schwester Krista nach Bayern aus und leben seither im Raum Würzburg.

## Politische Laufbahn

### Bürgermeister von Hermannstadt 2000

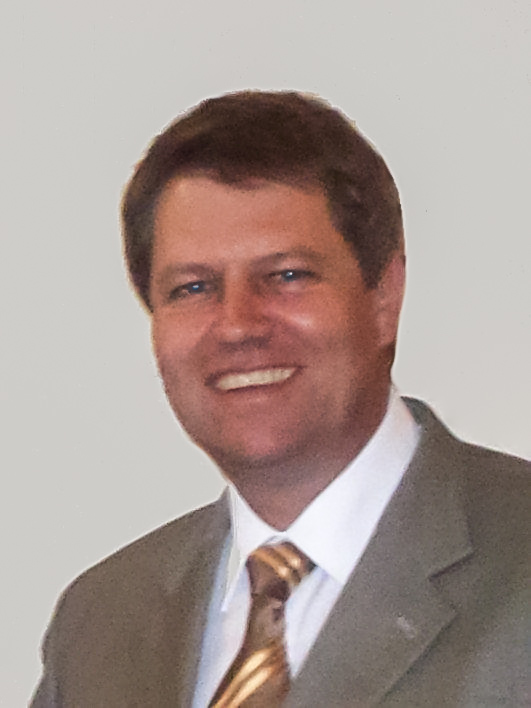
Klaus Johannis als Bürgermeister (2005)

Im Jahr 2000 beschloss das DFDR, einen eigenen Kandidaten für die Bürgermeisterwahlen in Hermannstadt aufzustellen, und nominierte Klaus Johannis. Obwohl die deutschsprachige Bevölkerung in Hermannstadt nur noch eine Minderheit von weniger als zwei Prozent ausmachte, wurde Johannis mit 69 Prozent der Stimmen gewählt und damit der seit langem erste deutschstämmige Bürgermeister einer rumänischen Großstadt. Im Stadtrat arbeitete Johannis in der ersten Legislaturperiode mit einer von der Sozialdemokratischen Partei (PSD) getragenen Mehrheit zusammen.
2004 wurde Johannis mit 88,7 Prozent der Stimmen wiedergewählt. Johannis konnte gute Kontakte zu ausländischen Investoren aus dem deutschsprachigen Raum und zu EU-Behörden knüpfen und erreichte, dass Hermannstadt  2007 (zusammen mit Luxemburg) Europäische Kulturhauptstadt wurde. Große Projekte, die in seiner Amtszeit bisher realisiert wurden, waren die Altstadtsanierung, die Erneuerung der gesamten städtischen Infrastruktur (Straßen, Wasser- und Stromversorgung, Abwasserentsorgung) sowie der Ausbau des Flughafens nach westeuropäischen Standards (2007 fertiggestellt).
In den Jahren 2008 und 2012 wurde Johannis als Bürgermeister von Hermannstadt wiedergewählt. Er erhielt 2008 über 80 Prozent der Stimmen, 2012 knapp 78 Prozent der Stimmen.

### Kandidat für das Amt des rumänischen Ministerpräsidenten 2009
Nach der Abwahl des rumänischen Premierministers Emil Boc am 13. Oktober 2009 durch ein Misstrauensvotum wurde Johannis von mehreren Parteien (der Nationalliberalen Partei, der Demokratischen Union der Ungarn in Rumänien (UDMR) und anderen nationalen Minderheitenparteien) als dessen Nachfolger vorgeschlagen. Am 14. Oktober 2009 erklärte sich Johannis offiziell zur Kandidatur bereit. Am 15. Oktober nominierte Staatspräsident Traian Băsescu den Wirtschaftsfachmann Lucian Croitoru als neuen Premierminister. Die parlamentarische Mehrheit hielt an Johannis fest. Der Parteiführer der Nationalliberalen Partei und Kandidat bei den Präsidentschaftswahlen in Rumänien 2009, Crin Antonescu, erklärte daraufhin, auch er wolle Johannis zum Premierminister berufen, falls er die Wahl gewinne. Nach dem Wahlsieg Băsescus beauftragte dieser Emil Boc mit der Regierungsbildung; dieser bildete im Dezember 2009 das Kabinett Boc II. Am 6. Februar 2012, nach Beginn der Staatskrise in Rumänien, trat dieses Kabinett zurück.

### Führer der bürgerlichen Opposition 2014
Am 23. Februar 2013 wurde Johannis zum Ersten Stellvertretenden Vorsitzenden der damals mit den Sozialdemokraten mitregierenden Nationalliberalen Partei (PNL) gewählt. Anfang Februar 2014 schlug ihn die PNL für das Amt des Innenministers und Vizepremiers vor, was der Premier Victor Ponta am 7. Februar 2014 ablehnte. Nach zwei Wochen Streit in der Regierungskoalition zerbrach diese am 25. Februar 2014 durch den Abzug der liberalen Minister aus der Regierung.
Nach der Europawahl in Rumänien von 2014 führte Johannis zunächst interimistisch die PNL, bis er beim außerordentlichen Parteikongress am 28. Juni 2014 zum Vorsitzenden gewählt wurde.
Johannis und Vasile Blaga, der Vorsitzende der Demokratisch-Liberalen Partei (PD-L), sprachen sich für eine schnelle Fusion ihrer beiden Parteien sowie für den gemeinsamen Beitritt ihrer Abgeordneten zur christdemokratischen EVP-Fraktion im Europäischen Parlament aus.

### Wahl zum Präsidenten 2014
Johannis wurde am 11. August 2014 von der Christlich-Liberalen Allianz (ACL), einem Wahlbündnis von PNL und PDL, als Kandidat für die Präsidentschaftswahlen von 2014 nominiert. Er war einer von insgesamt 14 Kandidaten für das Amt.
Im Wahlkampf hatte Johannis versprochen, die Korruption in Rumänien zu bekämpfen und die Unabhängigkeit der Justiz zu verbessern, damit die Rechtsstaatlichkeit in Rumänien zu stärken und für eine Stabilisierung der Sicherheitslage zu sorgen. Des Weiteren warb er mit Reformen in den Bereichen Wirtschaft, Gesundheit und Bildung.
Die großen, der PSD seines Kontrahenten Victor Ponta nahestehenden Fernsehsender kritisierten unter anderem seine Kinderlosigkeit oder zeichneten ihn als nicht-rumänischen Provinzpolitiker. Letzteres wurde ihm von anderer Seite aber auch zugutegehalten, gelten die Deutschstämmigen in Rumänien doch als „effektive Verwalter“. Weiter wurde ihm vorgeworfen, Kinder an Organhändler verkauft zu haben, auf betrügerische Weise Immobilien erworben und öffentliche Gelder veruntreut zu haben sowie „ein ausländischer Agent und Separatist“ zu sein, der „das Land zerreißen“ wolle. Auch seine Zugehörigkeit zur evangelisch-lutherischen Kirche war ein Thema. Im Wahlkampf forderten Teile der rumänisch-orthodoxen Kirche die Wähler dazu auf, einen „guten orthodoxen Rumänen“ zu wählen.
Johannis gewann die Präsidentschaftswahl im zweiten Wahlgang am 16. November 2014 mit 54,5 zu 45,5 Prozent der Stimmen, nachdem er im ersten Wahlgang am 2. November noch mit 30 zu 40 Prozent hinter Ministerpräsident Victor Ponta gelegen hatte. Die Amtsübernahme fand am 21. Dezember 2014 statt.

### Amtszeit als Präsident

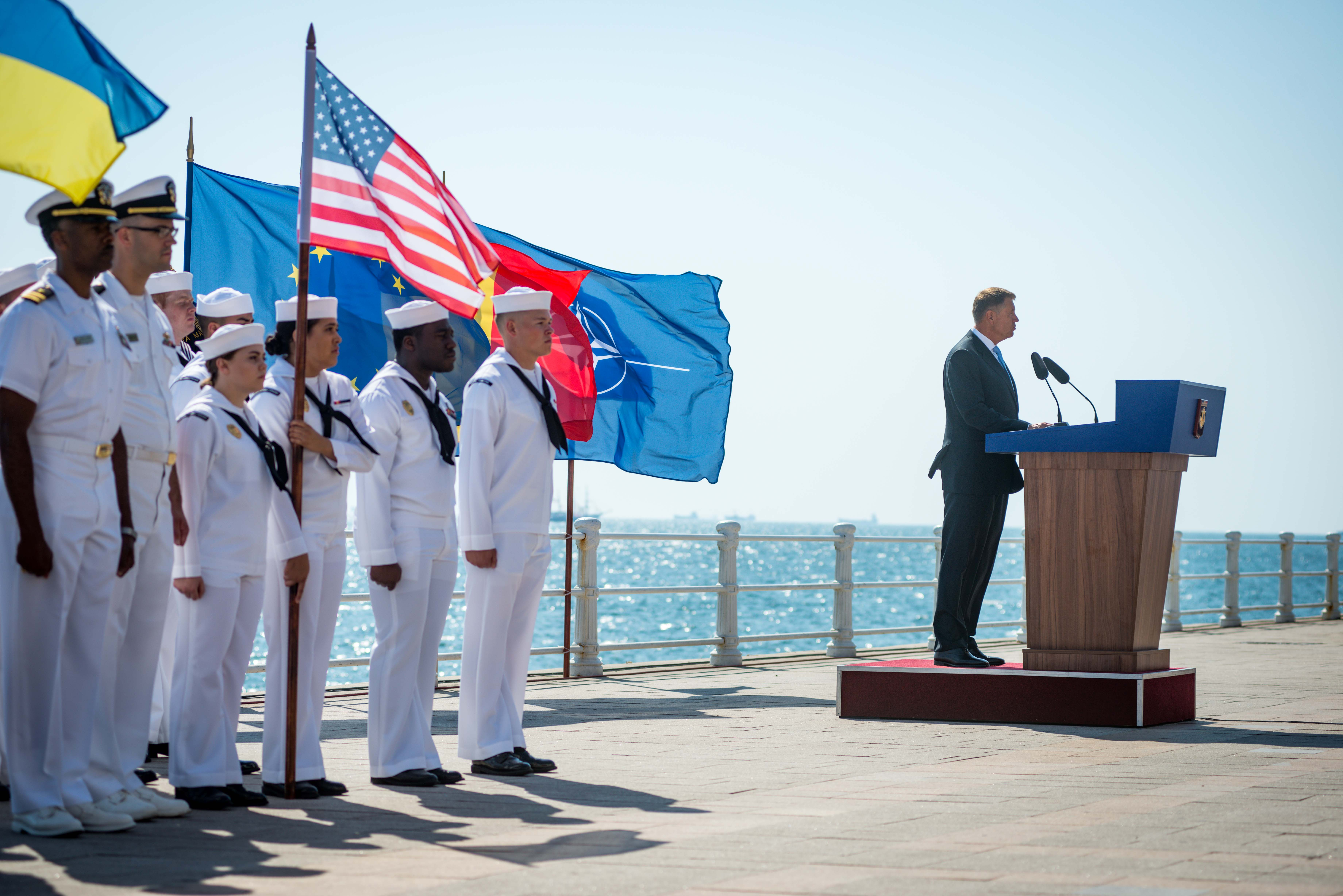
Klaus Johannis am Tag der rumänischen Marine in Constanța (2018)

Im Dezember 2014 wurde Johannis kritisiert, weil er Octav Bjoza (* 1938), den Vorsitzenden der Asociația foștilor deținuți politici din România (Vereinigung der ehemaligen politischen Gefangenen in Rumänien), mit dem Orden Stern von Rumänien ausgezeichnet hatte. Bjoza hatte wiederholt Sympathien für die faschistische Eiserne Garde beziehungsweise Legionärsbewegung der 1930er und 1940er Jahre bekundet und sich folgendermaßen über die vom Centrul pentru Monitorizarea şi Combaterea Antisemitismului (Zentrum für die Überwachung und Bekämpfung des Antisemitismus) vorgebrachten Vorwürfe geäußert: „Es ist empörend! Ich war, bin und werde nie Antisemit sein. Im Zuchthaus wurde mir gelehrt, die Menschen nicht unter dem Aspekt der Ethnie, Religion oder politischen Einstellung zu betrachten. Ich war dort lediglich antikommunistischer Kämpfer, ich machte keinen Unterschied darin, wer Legionär, Bauernparteianhänger, Cuza-Anhänger oder überhaupt keiner politischen Richtung angehörte.“
Im März 2016 folgte Johannis der Empfehlung des „Ehrenkomitees der Ordensträger“ und erkannte László Tőkés, der Symbolfigur der Rumänischen Revolution 1989, die höchste Auszeichnung Rumäniens, den Stern von Rumänien, ab. Der Politologe Vladimir Tismăneanu von der University of Maryland nannte Johannis’ Entscheidung eine „Revanche der Securitate“ und einen „Höhepunkt der seit Jahren andauernden ungeheuerlichen Hetzkampagne gegen Tőkés“.
Am 18. Januar 2017 nahm Johannis an einer Kabinettssitzung teil, um die Verabschiedung von zwei Dekreten zu verhindern. Die ab dem 4. Januar 2017 amtierende neue Regierung von Ministerpräsident Sorin Grindeanu beschloss diese gleichwohl: Strafgefangene, die zu weniger als fünf Jahren Haft verurteilt wurden, sollen aus dem Gefängnis entlassen werden. Amtsmissbrauch soll straflos bleiben, wenn der Schaden unter 200.000 Lei (50.000 Euro) liegt. Damit sollte nach Meinung von Kritikern der Vorsitzende der mitregierenden Sozialisten (PSD), Liviu Dragnea, geschützt werden. Er stand wegen mutmaßlichen Amtsmissbrauchs mit einem Schaden von 100.000 Lei vor Gericht. Die Dekrete sollten am Parlament und am Staatspräsidenten vorbei in Kraft treten. Am 22. Januar 2017 nahm Johannis in Bukarest an einer Demonstration gegen die Änderung des Antikorruptionsgesetzes teil und hielt eine Rede. Dragnea warf Johannis vor, einen „Staatsstreich“ zu planen; er habe an einer „nicht genehmigten“ Demonstration teilgenommen. Rumäniens regierungskritische Medien nahmen an, Dragnea plane ein Amtsenthebungsverfahren gegen Johannis. Sie bezeichneten die Koalition der Regierungsparteien unter Führung der PSD als „Allianz der Straftäter“; Dragnea wurde im April 2016 wegen Wahlbetrugs zu einer zweijährigen Gefängnisstrafe auf Bewährung verurteilt.
Johannis nahm Ende März 2017 in Rom an den Feiern zum 60. Jahrestag der Unterzeichnung der Römischen Verträge 1957 teil. Hier war er Mitunterzeichner der Deklaration von Rom zur Zukunft der Europäischen Union.

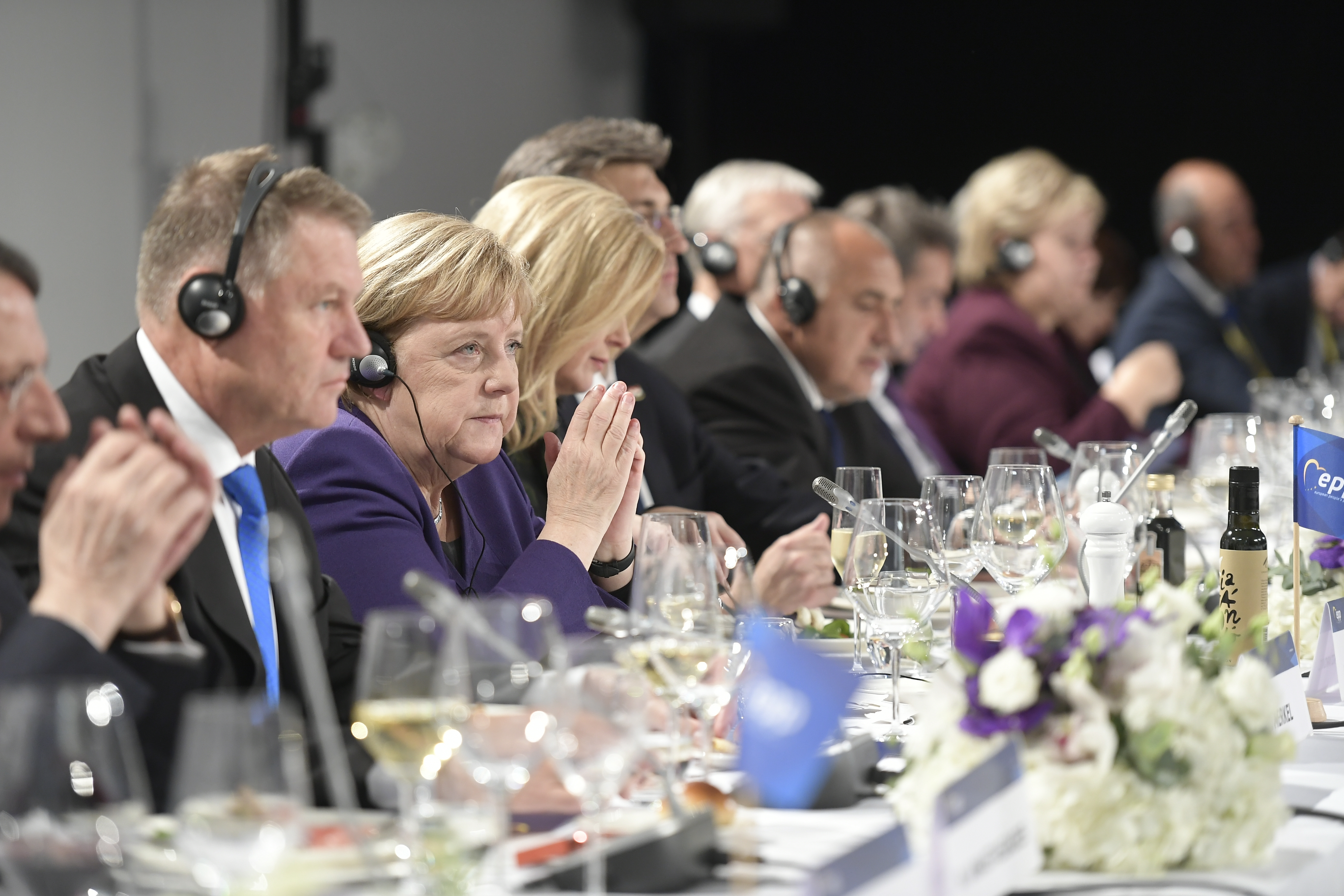
EVP-Gipfel in Zagreb (2019)

Johannis setzte sich bei der Präsidentschaftswahl am 24. November 2019 in einer Stichwahl bei einer Wahlbeteiligung von 54,86 Prozent mit 66,09 Prozent der Stimmen gegen seine PSD-Herausforderin Viorica Dăncilă durch, die 33,91 Prozent der Stimmen erhielt. Seine zweite Amtszeit begann am 21. Dezember 2019.
Seiner Aussage im Mai 2020 zufolge planten Teile der Opposition zusammen mit der ungarischen Minderheit des Landes eine Sezession Siebenbürgens an Ungarn. Dies löste einen politischen Skandal in Rumänien aus.
Johannis teilte im März 2024 mit, dass er sich wie zuvor schon Mark Rutte für das Amt des NATO-Generalsekretärs in der Nachfolge Jens Stoltenbergs bewerbe, zog die Bewerbung aber am 20. Juni 2024 wieder zurück.
Bei der Präsidentschaftswahl 2024 kandidierte Johannis nicht mehr. Nachdem diese Wahl aufgrund eines angeblichen „aggressiven russischen hybriden Angriffs“ zugunsten Georgescus, der tatsächlich ein fehlgelaufener Manipulationsversuch der nationalliberalen Partidul Național Liberal (PNL) zugunsten Nicolae Ciucăs als Gegenkandidat Georgescus war, vom Verfassungsgerichtshof annulliert worden war, wurde Johannis vor allem aus dem rechten Lager kritisiert, weil er kommissarisch weiter im Präsidentenamt verblieb. Dazu hatte ihn jedoch das Verfassungsgericht unter Verweis auf Artikel 83  der Verfassung Rumäniens aufgefordert, da demnach der Staatspräsident bis zur Vereidigung seines Nachfolgers weiter amtieren muss. Im Januar 2025 stellten drei rechte Oppositionsfraktionen (POT, AUR und S.O.S.), die über etwa 35 Prozent der Sitze im Parlament verfügten, einen Antrag auf Amtsenthebung von Johannis. Der Antrag wurde am 3. Februar 2025 bereits aufgrund von Formfehlern von der Parlamentsleitung abgelehnt. Jedoch zeigte sich, dass auch die Oppositionspartei USR und möglicherweise noch weitere Oppositionsabgeordnete bereit waren, einen Amtsenthebungsantrag zu unterstützen. Am  12. Februar 2025 trat er schließlich freiwillig zurück und übergab die Amtsgeschäfte an den liberalen Senatspräsidenten Ilie Bolojan als Interimspräsident. Die Wiederholung der Wahl wurde für Mai 2025 angesetzt.

## Ehrungen und Auszeichnungen
- 2006: Bundesverdienstkreuz am Bande
- 2007: Ritter des Sterns von Rumänien
- 2007: Preis der Deutschen Gesellschaft e. V.  für Verdienste um die deutsche und europäische Vereinigung[41]
- 2009: Ehrensenatorwürde der Babeș-Bolyai-Universität Cluj
- 2009: Großes Silbernes Ehrenzeichen für Verdienste um die Republik Österreich[42]
- 2010: Ehrenplakette des Bundes der Vertriebenen
- 2014: Bundesverdienstkreuz 1. Klasse[43]
- 2014: Ehrenstern der Föderation der Siebenbürger Sachsen[44]
- 2016: Martin-Buber-Plakette
- 2018: Franz Josef Strauß-Preis
- 2020: Karlspreis
- 2020: Europäischer Karlspreis der Sudetendeutschen Landsmannschaft (zugesprochen 2022 in Hof)
- 2020: Kaiser-Otto-Preis der Stadt Magdeburg
- 2023: Franz-Werfel-Menschenrechtspreis[45]
- 2023: Deutscher Staatsbürgerpreis[46]

## Veröffentlichungen
- Pas cu pas (‚Schritt für Schritt‘). Curtea Veche, Bukarest 2014, ISBN 978-6-06588756-5.
- Primul pas (‚Erster Schritt‘). Curtea Veche, Bukarest 2015, ISBN 978-6-06588831-9.
- EU.RO. Un dialog deschis despre Europa (‚Ein offener Dialog über Europa‘). Curtea Veche, Bukarest 2019, ISBN 978-6-06440248-6.